# Stevie J
Stevie Aaron Jordan (Buffalo, 2 de novembro de 1971), mais conhecido como Stevie J, é um DJ e produtor musical norte-americano.